# Jamie Cox
Pour les articles homonymes, voir Cox.
Jamie Cox (né le 15 octobre 1969) est un ancien joueur de cricket australien. Il jouait principalement en tant qu'opening batsman. Malgré ses performances en first-class cricket, il ne fut jamais sélectionné en équipe d'Australie de cricket. Il fut le capitaine des deux équipes de first-class cricket dans lesquelles il joua. Il mit fin à sa carrière en mars 2006.
En 2006, il devient membre du comité de sélection de l'équipe d'Australie, en remplacement d'Allan Border. Il occupe ce poste jusqu'en 2011.

## Équipes
- Tasmanie
- Somerset

## Records et performances

### En first-class cricket
- Plus grand nombre de matchs joués en Pura Cup (161).
- Deuxième plus grand nombre de runs marqués en Pura Cup (10821).